# Insecticida biològic
Els insecticides biològics o ecològics són aquells productes contra insectes basats en l'ús directe d'éssers vius o de matèries actives que en provinguin, i amb exclusió en qualsevol cas dels basats en productes de síntesi química.
La recerca científica incrementa les possibilitats de lluita biològica amb el millor coneixement de la biologia i de l'obtenció de nous productes.
Com a principals avantatges de l'ús de sistemes de lluita biològica s'ha trobat que les plagues no generen tan ràpidament resistència a aquest tipus de productes i els beneficis mediambientals derivats de no alliberar al medi substàncies nocives.
Com a principal inconvenient estan la dificultat d'aplicació en moment i forma adequada d'alguns productes especialment a ple camp, ja que en hivernacle les condicions són més controlables.

## Tipus d'insecticides biològics

### Olis minerals
- Oli d'hivern aplicat durant el repòs hivernal
- Oli d'estiu aplicat en plena vegetació.

L'efecte insecticida és només físic, ja que l'oli recobreix l'insecte adult o les seves formes hivernants i impedeix que respiri.
En agricultura biològica no s'utilitzen quan es troben formulats mesclats amb altres insecticides de síntesi química.

### Feromones
La feromona actua per confusió sexual en atraura a una trampa a l'insecte amb el resultat que no s'aparella i mor per inanició sense procrear-se.

### Vegetals
- Piretrina natural obtinguda d'aquesta planta de la família de les compostes.
- Azadiractina extreta d'Azadirachta indica (Arbre del Neem).
- Rotenona: se extreu d'arrels de Derris spp i altres lleguminoses similars.
- Preparats de plantes (infusions, decoccions, etc.) com ortiga Urtica sp, absenta Arthemisia absinthum. cua de cavallEquisetum arvense i moltes altres

### Virus
Per exemple el carpovirus contra el lepidòpter o cuc de la poma

### Bacteris
- Bacillus thuringiensis  actua especialment contra lepidòpters especial per a plagues barrinadores de tiges o foradadores de fruits i fulles.

Un gen extret d'aquest bacil s'incorpora a plantes genèticament modificades (OGM)(blat de moro, cotó…) que les fa indemnes a les principals plagues. Les plantes modificades genèticament no es fan servir en agricultura biològica encara que la bacteria aïllada sí.
- Altres bacteris

### Fongs
- Beauveria bassiana: contra insectes hemípters.
- Metarhizium anisopliae: contra coleòpters, hemípters i lepidòpters.
- Verticillum lecanii: contra insectes de l'ordre homoptera (pugons, caparretes…)
- Trichoderma sp

### Insectes vius
S'introdueixen adults o bé els ous, normalment una plaga d'origen foraster està millor adaptada ambientalment que el seu predador per la qual cosa cal fer reintroduccions d'aquest.